# Berättelsen om Pi
Berättelsen om Pi är en roman skriven av den spanskfödda kanadensiska författaren Yann Martel. Den indiska pojken Piscine Molitor "Pi" Patel från Pondicherry utforskar andlighet och religion under sina tonår. Han överlever ett skeppsbrott och är efter det strandsatt på en båt i Stilla havet med en bengalisk tiger i 227 dagar.
2012 filmatiserades boken i regi av Ang Lee. Den tilldelades Bookerpriset 2002.